# Distretto di Gardez
Il distretto di Gardez è un distretto dell'Afghanistan appartenente alla provincia della Paktia.